# Carentoir
Carentoir (francia kiejtés: [kaʁɑ̃twaʁ]; bretonul: Karantoer) község Franciaország északnyugati részén, Morbihan megyében. Lakosainak száma 3137 fő (2022. január 1.). Carentoir Réminiac, Monteneuf, Guer, Comblessac, Les Brulais, Saint-Séglin, Bruc-sur-Aff, Sixt-sur-Aff, La Gacilly, Saint-Nicolas-du-Tertre, Tréal és Val d’Anast községekkel határos. 2017. január 1-jén a korábbi Quelneuc községet beolvasztották Carentoir-be. 2017. január 1-jén itt alapították az Ubisoft szórakoztatóipari céget. Lakosainak száma 3137 fő (2022. január 1.). Carentoir Réminiac, Monteneuf, Guer, Comblessac, Les Brulais, Saint-Séglin, Bruc-sur-Aff, Sixt-sur-Aff, La Gacilly, Saint-Nicolas-du-Tertre, Tréal és Val d’Anast községekkel határos.

## Népesség
A település népességének változása:
| Lakosok száma | 3291 | 3165 | 3100 | 3074 | 3062 | 3043 | 3137 |
|               | 2015 | 2017 | 2018 | 2019 | 2020 | 2021 | 2022 |